# Gentiana Ismajli
Gentiana Ismajli, anche conosciuta semplicemente come Genta (Gjilan, 4 dicembre 1984), è una cantante albanese.

## Biografia
Poco dopo la sua nascita, la sua famiglia si trasferì a Chicago, negli USA. 
È diventata famosa grazie alla canzone Kthehu (in italiano Ritorna), uscita negli USA.
All'età di 19 anni, Genta tornò in Kosovo per pubblicare la canzone Dridhem. Questa canzone ottenne un immediato successo e Gentiana rimase in Kosovo, dove continuò ad ottenere successi. Scrive principalmente musica pop.
Ha prodotto anche canzoni in inglese e continua a produrle in albanese.
Una canzone di recente successo è stata Game Over.

## Discografia

### Album
- 2004 - Mos më shiko
- 2005 - Më e forta jam unë ("Io sono la più forte")
- 2006 - Posesiv ("Possessivo")
- 2009 - Zero zero
- 2010 - Planet me
- 2011 - Guximi